# Surf de neu als Jocs Olímpics d'hivern de 2014 - Slopstyle masculí
La prova de slopstyle masculina en la competició de surf de neu als Jocs Olímpics d'Hivern de 2014 es realitzà entre els dies 6 (qualificació) i 8 de febrer (final) de 2014 a les instal·lacions del Rosa Khutor Extreme Park. Aquesta fou la primera vegada que aquesta prova s'inclou al programa olímpic.

## Calendari
Els temps són UTC+04:00.
| Data        | Hora  | Prova        |
| ----------- | ----- | ------------ |
| 6 de febrer | 10:00 | Qualificació |
| 8 de febrer | 9:30  | Semifinal    |
| 8 de febrer | 12:45 | Final        |

## Resultats

### Qualificació
| Posició | Mànega | Dorsal | Nom                     | CON          | Ronda 1 | Ronda 2 | Millor resultat | Notes |
| ------- | ------ | ------ | ----------------------- | ------------ | ------- | ------- | --------------- | ----- |
| 1       | 1      | 8      | Ståle Sandbech          | Noruega      | 45.25   | 94.50   | 94.50           | QF    |
| 2       | 1      | 12     | Peetu Piiroinen         | Finlàndia    | 90.75   | 80.00   | 90.75           | QF    |
| 3       | 1      | 7      | Sebastien Toutant       | Canadà       | 74.25   | 87.25   | 87.25           | QF    |
| 4       | 1      | 14     | Jamie Nicholls          | Regne Unit   | 62.25   | 86.75   | 86.75           | QF    |
| 5       | 1      | 10     | Chas Guldemond          | Estats Units | 86.00   | 19.25   | 86.00           | QS    |
| 6       | 1      | 1      | Billy Morgan            | Regne Unit   | 76.25   | 85.50   | 85.50           | QS    |
| 7       | 1      | 5      | Niklas Mattsson         | Suècia       | 82.75   | 57.25   | 82.75           | QS    |
| 8       | 1      | 6      | Emil André Ulsletten    | Noruega      | 27.25   | 79.75   | 79.75           | QS    |
| 9       | 1      | 3      | Charles Reid            | Canadà       | 54.50   | 75.50   | 75.50           | QS    |
| 10      | 1      | 9      | Alexey Sobolev          | Rússia       | 63.00   | 28.50   | 63.00           | QS    |
| 11      | 1      | 11     | Scott James             | Austràlia    | 36.00   | 44.00   | 44.00           | QS    |
| 12      | 1      | 13     | Lucien Koch             | Suïssa       | 32.00   | 29.25   | 32.00           | QS    |
| 13      | 1      | 4      | Yuki Kadono             | Japó         | 31.00   | 16.50   | 31.00           | QS    |
| 14      | 1      | 15     | Mathias Weissenbacher   | Àustria      | 18.00   | 28.75   | 28.75           | QS    |
| 15      | 1      | 2      | Torgeir Bergrem         | Noruega      | 25.00   | 24.75   | 25.00           | QS    |
| 1       | 2      | 19     | Maxence Parrot          | Canadà       | 91.75   | 97.50   | 97.50           | QF    |
| 2       | 2      | 18     | Roope Tonteri           | Finlàndia    | 33.75   | 95.75   | 95.75           | QF    |
| 3       | 2      | 21     | Sven Thorgren           | Suècia       | 94.25   | 36.75   | 94.25           | QF    |
| 4       | 2      | 16     | Gjermund Bråten         | Noruega      | 12.75   | 91.25   | 91.25           | QF    |
| 5       | 2      | 20     | Seppe Smits             | Bèlgica      | 88.25   | 91.00   | 91.00           | QS    |
| 6       | 2      | 25     | Clemens Schattschneider | Àustria      | 90.00   | 24.25   | 90.00           | QS    |
| 7       | 2      | 24     | Mark McMorris           | Canadà       | 29.50   | 89.25   | 89.25           | QS    |
| 8       | 2      | 22     | Sage Kotsenburg         | Estats Units | 86.50   | 81.50   | 86.50           | QS    |
| 9       | 2      | 29     | Ryan Stassel            | Estats Units | 81.00   | 28.75   | 81.00           | QS    |
| 10      | 2      | 17     | Jan Scherrer            | Suïssa       | 74.50   | 18.75   | 74.50           | QS    |
| 11      | 2      | 23     | Ville Paumola           | Finlàndia    | 54.75   | 21.25   | 54.75           | QS    |
| 12      | 2      | 27     | Janne Korpi             | Finlàndia    | 49.75   | 35.50   | 49.75           | QS    |
| 13      | 2      | 26     | Seamus O'Connor         | Irlanda      | 33.50   | 40.00   | 40.00           | QS    |
| 14      | 2      | 28     | Adrian Krainer          | Àustria      | 24.25   | 16.00   | 24.25           | QS    |

QF – Qualificació directa a la final; QS – Qualificació per la semifinal; NQ – No qualificat

### Semifinal
| Posició | Dorsal | Nom                     | CON          | Ronda 1 | Ronda 2 | Millor resultat | Notes |
| ------- | ------ | ----------------------- | ------------ | ------- | ------- | --------------- | ----- |
| 1       | 1      | Billy Morgan            | Regne Unit   | 90.75   | 35.50   | 90.75           | QF    |
| 2       | 22     | Sage Kotsenburg         | Estats Units | 89.00   | 90.50   | 90.50           | QF    |
| 3       | 24     | Mark McMorris           | Canadà       | 55.50   | 89.25   | 89.25           | QF    |
| 4       | 4      | Yuki Kadono             | Japó         | 84.75   | 80.50   | 84.75           | QF    |
| 5       | 20     | Seppe Smits             | Bèlgica      | 77.50   | 84.50   | 84.50           |       |
| 6       | 29     | Ryan Stassel            | Estats Units | 83.25   | 81.75   | 83.25           |       |
| 7       | 10     | Chas Guldemond          | Estats Units | 13.25   | 79.75   | 79.75           |       |
| 8       | 11     | Scott James             | Austràlia    | 77.25   | 19.00   | 77.25           |       |
| 9       | 26     | Seamus O'Connor         | Irlanda      | 60.75   | 70.25   | 70.25           |       |
| 10      | 27     | Janne Korpi             | Finlàndia    | 41.00   | 68.50   | 68.50           |       |
| 11      | 17     | Jan Scherrer            | Suïssa       | 64.25   | 23.50   | 64.25           |       |
| 12      | 9      | Alexey Sobolev          | Rússia       | 20.00   | 57.50   | 57.50           |       |
| 13      | 6      | Emil André Ulsletten    | Noruega      | 22.50   | 56.75   | 56.75           |       |
| 14      | 3      | Charles Reid            | Canadà       | 46.25   | 43.50   | 46.25           |       |
| 15      | 5      | Niklas Mattsson         | Suècia       | 44.75   | 36.50   | 44.75           |       |
| 16      | 2      | Torgeir Bergrem         | Noruega      | 37.50   | 26.75   | 37.50           |       |
| 17      | 25     | Clemens Schattschneider | Àustria      | 29.50   | 26.25   | 29.50           |       |
| 18      | 15     | Mathias Weissenbacher   | Àustria      | 14.00   | 28.50   | 28.50           |       |
| 19      | 23     | Ville Paumola           | Finlàndia    | 25.25   | 22.75   | 25.25           |       |
| 20      | 13     | Lucien Koch             | Suïssa       | 16.25   | 20.75   | 20.75           |       |
| 21      | 28     | Adrian Krainer          | Àustria      |         |         |                 | NQ    |

### Final
| Posició | Dorsal | Nom               | CON          | Ronda 1 | Ronda 2 | Millor resultat |
| ------- | ------ | ----------------- | ------------ | ------- | ------- | --------------- |
| Or      | 22     | Sage Kotsenburg   | Estats Units | 93.50   | 83.25   | 93.50           |
| Argent  | 8      | Ståle Sandbech    | Noruega      | 27.00   | 91.75   | 91.75           |
| Bronze  | 24     | Mark McMorris     | Canadà       | 33.75   | 88.75   | 88.75           |
| 4       | 21     | Sven Thorgren     | Suècia       | 83.75   | 87.50   | 87.50           |
| 5       | 19     | Maxence Parrot    | Canadà       | 47.00   | 87.25   | 87.25           |
| 6       | 14     | Jamie Nicholls    | Regne Unit   | 85.50   | 46.50   | 85.50           |
| 7       | 12     | Peetu Piiroinen   | Finlàndia    | 78.50   | 81.25   | 81.25           |
| 8       | 4      | Yuki Kadono       | Japó         | 53.00   | 75.75   | 75.75           |
| 9       | 7      | Sebastien Toutant | Canadà       | 54.50   | 58.50   | 58.50           |
| 10      | 1      | Billy Morgan      | Regne Unit   | 38.00   | 39.75   | 39.75           |
| 11      | 18     | Roope Tonteri     | Finlàndia    | 31.50   | 39.00   | 39.00           |
| 12      | 16     | Gjermund Bråten   | Noruega      | 24.75   | 20.50   | 24.75           |